# 格莱姆斯
克萊兒·伊莉絲·布歇（英語：Claire Elise Boucher，1988年3月17日—），出生于加拿大温哥华的天主教家庭。作为歌手和音乐制作人以艺名格莱姆斯（Grimes）而广泛知名，同时她也是视觉艺术家。此外格莱姆斯还为朋友d'Eon执导过一首歌的MV。评论家认为格莱姆斯的音乐中结合了电子音乐、流行乐R&B，以及杂糅了噪音摇滚、嘻哈、中世纪音乐和日本流行音乐元素。
格莱姆斯从小学芭蕾，音乐则是自学起家。在2006年她被麦吉尔大学录取，攻读哲学、心理学和俄语，从而离开家乡来到蒙特利尔，但因翘课太多被留校察看，最终在2011年辍学。她因grime这一音乐类型取了如今的艺名。2010年格莱姆斯推出了首张专辑Geidi Primes和Halfaxa。之后她被4AD签约，2012年，随着第三张专辑Visions的发行，格莱姆斯升至人气歌手。2015年推出的Art Angels被多家艺术评论出版物列为年度最佳专辑，并在2017年拿下朱诺奖年度影像奖。2020年2月21日，格莱姆斯发行了她的第五张专辑Miss Anthropocene。

## 音乐作品

### 录音室专辑
| Geidi Primes      | - 2010年1月10日发行 - 厂牌：Arbutus Records - 形式: CD, LP, 数字音乐下载, 录音带 | —  | —  | —  | —  | —  |
| Halfaxa           | - 2010年9月30日发行 - 厂牌：Arbutus Records - 形式: CD, LP, 下载                 | —  | —  | —  | —  | —  |
| Visions           | - 2012年1月31日发行 - 厂牌：4AD - 形式: CD, LP, 下载                             | —  | —  | 98 | 67 | —  |
| Art Angels        | - 2015年11月6日发行 - 厂牌：4AD - 形式: CD, LP, 下载,录音带                      | 16 | 30 | 36 | 31 | 28 |
| Miss Anthropocene | - 2020年2月21日发行 - 厂牌：4AD - 形式: CD, LP, 下载                             | 31 | 10 | 32 | 10 | 28 |

## 电子游戏作品
| 年份 | 游戏名           | 角色        | 備註 |
| ---- | ---------------- | ----------- | ---- |
| 2020 | 《赛博朋克2077》 | Lizzy Wizzy | 配音 |

## 個人生活
自2018年起，她與企業家伊隆·马斯克交往，並於2020年5月誕下一兒子，名為「X Æ A-12」，兩人於2021年9月分手。